# Estació de Pontevedra
L'Estació de Pontevedra és una estació d'Adif situada a la ciutat de Pontevedra. Es troba a la línia que uneix Redondela amb Santiago de Compostel·la.

## Trens

### Mitjana Distància
| Línia | Origen                                       | Destinació  |
| ----- | -------------------------------------------- | ----------- |
| G-1   | A Coruña Santiago de Compostel·la Pontevedra | Vigo-Guixar |

### Llarga Distància
| Tren      | Destinació                     | Parades Intermèdies | Observaciones                                     |
| --------- | ------------------------------ | --- | ------------------------------------------------- |
| Alvia     | Madrid-Chamartín               | Vigo-Guixar · Redondela de Galicia · Guillarei · Ourense-Empalme · A Gudiña · Puebla de Sanabria · Zamora · Medina del Campo · Segòvia-Guiomar | Vía LAV Madrid-Valladolid des de Medina del Campo |
| Alvia     | Alacant Terminal               | Vigo-Guixar · Redondela de Galicia · Guillarei · Ourense-Empalme · A Gudiña · Puebla de Sanabria · Zamora · Medina del Campo · Segòvia-Guiomar · Madrid-Chamartín · Madrid-Puerta de Atocha · Conca-Fernando Zóbel · Albacete-Los Llanos · Villena AV | Vía LAV Madrid-Valladolid des de Medina del Campo |
| Trenhotel | Madrid-Chamartín Rías Gallegas | Vigo-Guixar · Redondela de Galicia · O Porriño · Guillarei · Ribadavia · Ourense-Empalme · A Gudiña · Puebla de Sanabria · Zamora · Medina del Campo · Àvila                                                                                          | -                                                 |